# 조안 타버
조안 타버(Joan Tabor, 1932년 9월 16일 ~ 1968년 12월 18일)는 미국의 배우, 텔레비전 배우, 영화배우이다.
수폴스에서 태어났으며 베벌리힐스에서 사망하였다.

## 영화
- 10대 백만장자 (1961년)
- 페리 메이슨 (1957년)